# Jean-Henry Céant
Jean Henry Céant (27 de setembro de 1956) é um político haitiano que foi o primeiro-ministro do Haiti. Candidatou-se à presidência em 2011 e 2016. Dirige uma organização política chamada llamada Renmen Ayiti.

## Primeiro-ministro
Foi escolhido pelo presidente Jovenel Moïse para ocupar o cargo de primeiro-ministro do governo haitiano em agosto de 2018, sucedendo Jack Guy Lafontant, que havia renunciado devido a uma crise econômica desencadeada pelo aumento do preço do combustível.
Em novembro de 2018, uma série de protestos convocados pelo partido da oposição, Pitit Dessalines, exigiu a renúncia de Moïse e Céant, no contexto de uma crise econômica e casos de corrupção.